# Pasquale Del Pezzo
Pasquale Del Pezzo (Berlino, 2 maggio 1859 – Napoli, 20 giugno 1936) è stato un matematico e politico italiano, noto come uno degli esponenti della Scuola italiana di geometria algebrica e per aver dato il proprio nome a un genere di superfici.

## Biografia
Pasquale Del Pezzo nacque a Berlino, allora capitale del regno di Prussia, dove suo padre Gaetano  si trovava in qualità di diplomatico del regno delle Due Sicilie.
La famiglia Del Pezzo faceva parte dell'aristocrazia napoletana e Pasquale, alla morte di suo padre, ereditò i titoli di duca di Caianello e di marchese di Campodisola.
Nel 1880 conseguì la laurea in Giurisprudenza. Studiò all'Università di Napoli con Nicola Trudi e con Ettore Caporali, laureandosi in Matematica nel 1882. Dal 1884 insegnò all'Università di Napoli alle cattedre di Geometria superiore (dal 29/11/1894) e di Geometria proiettiva (dal 3/12/1905). Fu preside della Facoltà di Scienze ed in seguito rettore dell'Università di Napoli (dal 26/9/1909 al 1911 e dal 4/8/1919 al 1921).
Fu anche sindaco di Napoli dal 1914 al 1917 e inoltre fu ascritto al Real Monte e Arciconfraternita di San Giuseppe dell'Opera di Vestire i Nudi, istituzione benefica e gentilizia di Napoli, giungendo alla carica apicale di Sopraintendente nel periodo 1875-1877.
Fu Commendatore dell'Ordine dei Santi Maurizio e Lazzaro, Grand'ufficiale dell'Ordine della Corona d'Italia e della Legion d'onore. Nominato Senatore del Regno d'Italia l'11/12/1919, ricoprì la carica fino alla sua morte.
Fu socio della Reale Accademia delle Scienze, dell'Accademia Pontaniana, di cui fu presidente dal 1932 al 1934, dell'Accademia dei Lincei e di numerose società matematiche europee. Fu membro del Consiglio superiore della pubblica istruzione dal 1º luglio 1905 al 30 giugno 1909, membro della Commissione per il Giudizio dell'Alta Corte di Giustizia dal 27/12/1929 al 19/1/1934. Nel discorso di commemorazione tenuto al Senato il 15 dicembre 1936, il presidente Luigi Federzoni disse di lui: “...attratto fin dall’adolescenza agli studi matematici, nei quali raggiunse fama mondiale, era riconosciuto come uno dei creatori della Geometria a n dimensioni, e aveva dato il suo nome a teoremi divenuti classici...” 
Iniziato alla Massoneria, nel 1888 fu affiliato Maestro alla Loggia "Fede italica" di Napoli; prese poi parte alla scissione del Grande Oriente d'Italia del 24 giugno 1908, che portò alla nascita della Serenissima Gran Loggia d'Italia. Dopo la morte di Leone Caetani sua figlia Sveva gli spedì tutti i vari documenti relativi all'Ordine Egizio Osirideo, del quale Caetani lo aveva nominato reggente.
Aveva sposato Anne Charlotte Leffler, autrice di teatro svedese, una delle sorelle del matematico Gösta Mittag-Leffler, sostenitrice, con la sua opera letteraria, dei diritti delle donne, compressi dalle convenzioni sociali (la Leffler è nota anche come biografa della matematica Sof'ja Kovalevskaja, sua amica del cuore). Dall'unione nacque, nel giugno 1892, il loro unico figlio, battezzato Gaetano Gösta Leffler del Pezzo. La donna morì in quello stesso anno per le conseguenze di un'appendicite.
In seguito, Del Pezzo sposò Elin Maria Carlsson.